# Guerrero de la justicia social
Un guerrero de la justicia social o justiciero social (generalmente abreviado SJW, del inglés Social Justice Warrior) es un término para un individuo que promueve puntos de vista socialmente llamados progresistas, incluidos el feminismo, los derechos civiles y el multiculturalismo, así como las políticas de identidad. Sin embargo, la expresión ha desarrollado también un sentido peyorativo y se considera calificar a alguien de ser un guerrero de la justicia social conlleva implicaciones tales como perseguir polémica o validación personal en lugar de obrar por una convicción profunda, así como utilizar argumentos deshonestos.
La frase se originó a fines del siglo XX como un término neutral o positivo para las personas comprometidas en el activismo por la justicia social. En 2011, cuando el término apareció por primera vez en Twitter, cambió de un término principalmente positivo a uno fundamentalmente negativo. Durante el Gamergate, la connotación negativa ganó un uso cada vez mayor, y estuvo especialmente dirigida a aquellos puntos de vista que apoyan el liberalismo social, la inclusión cultural o el feminismo, así como puntos de vista que se consideran «políticamente correctos».

## Origen
En 1824 el término "justicia social" se refería a justicia a nivel social. Abby Ohlheiser escribió en The Washington Post que "social-justice warrior" y sus variantes se utilizaban como una expresión de elogio en el pasado, y como ejemplo citó a Katherine Martin, la directora de los U.S. Dictionaries en la Oxford University Press, que en 1991 afirmó: "Todos los ejemplos que he visto hasta hace bien poco idolatran a la persona". De acuerdo con The Washington Post, el uso de la expresión con connotación positiva continuó desde 1990 hasta 2000. En el momento de la publicación del artículo en octubre de 2015, Martin dijo que "los lexicógrafos no han hecho una búsqueda exhaustiva de su citación más reciente" del término.

## Uso peyorativo

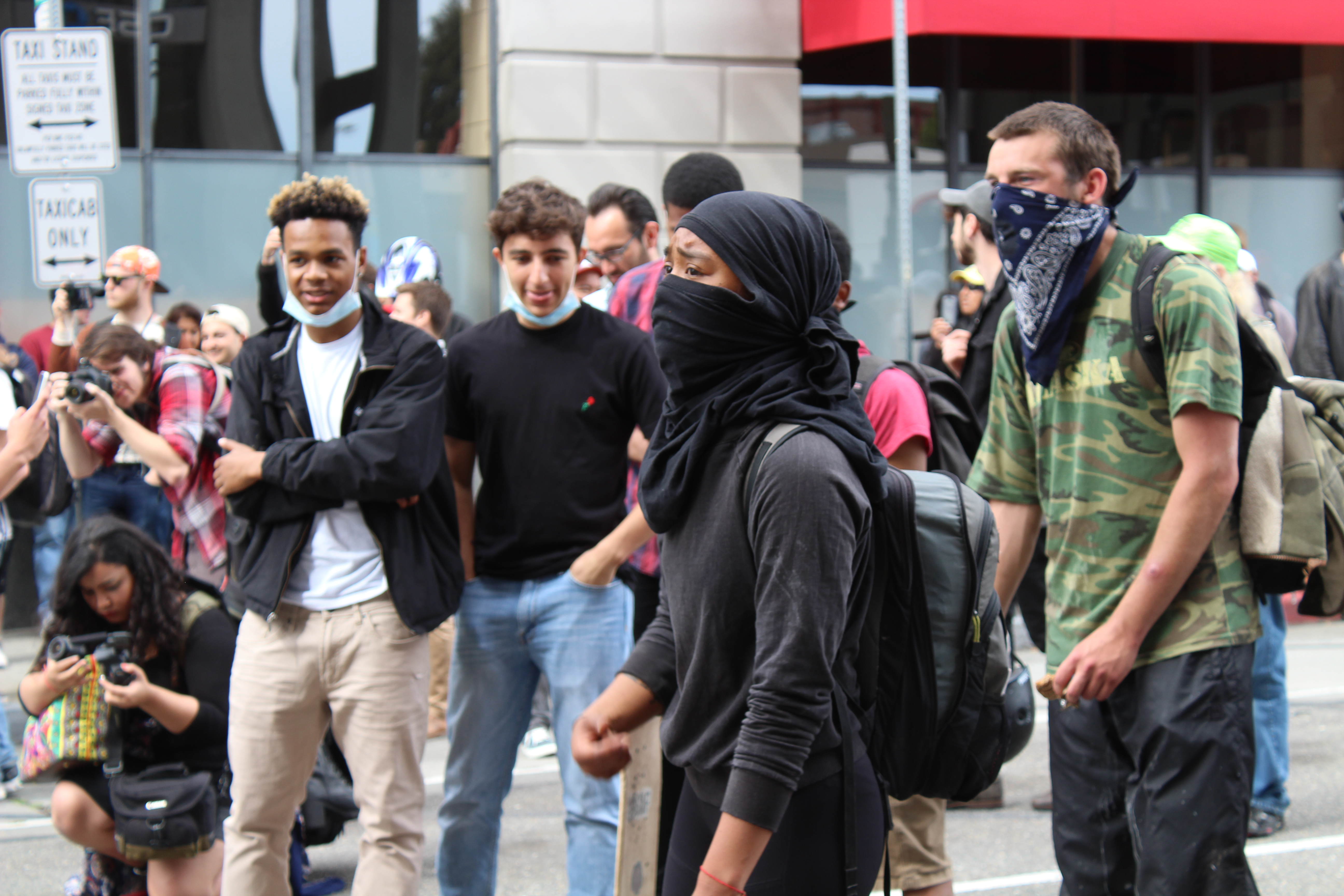
Activistas en Berkeley contra el racismo y supremacismo blanco.

El término empezó a ser usado de modo peyorativo alrededor de 2011, pero se popularizó su uso el 2014 en parte por el uso que le daban los integrantes del movimiento Gamergate para referirse a sus adversarios; por el contrario, en años previos se usaba predominantemente como un cumplido.
Se ha descrito el uso del término como un intento de degradar las motivaciones de la persona acusada mediante la implicación de que sus motivos parten de la autovalidación personal y no de ninguna convicción asentada.
El término ha sido usado por Rita Panahi para criticar lo que percibe como doble moral en la justicia social. Clinton Nguyen, reportero de la revista Vice, citó el término en un informe en el que analizaba la agresividad de los usuarios de Tumblr orientados hacia la "justicia social", en particular sobre el caso de un artista del mismo sitio web que sufrió acoso por parte de estos usuarios hasta el punto de intentar suicidarse.
Elizabeth Nolan Brown escribió en la revista Reason que los defensores de la "justicia social", tanto afiliados a la izquierda como a la derecha del espectro político, suelen compartir rasgos de violencia, pretensiones de victimismo y demonización de sus oponentes dialécticos.

## En la cultura popular
En mayo de 2014, el concepto dio pie a un videojuego de rol en clave de parodia titulado Social Justice Warriors. Desarrollado por Nonadecimal Creative, Social Justice Warriors incorpora el concepto de debatir en la red contra trolls que hacen comentarios racistas y de índoles similares, haciendo uso de diferentes respuestas como "desmembrar sus afirmaciones con tu lógica", "difundir sus comentarios para que otros les ataquen" o "atacar personalmente". Los usuarios pueden seleccionar una clase de personaje, y la jugabilidad incluía estadísticas como "Cordura" y "Reputación". Uno de los creadores del juego, Eric Ford, ha explicado que el propósito del juego es promover el pensamiento crítico y no "sugerir que los comentarios racistas, sexistas o ofensas de cualquier tipo no se deban combatir en la red. La meta es fomentar el pensamiento crítico en cómo puede actuarse más eficazmente y por un coste menor para los guerreros de la justicia social del mundo real."
La actriz Caitlin Barlow describió a su personaje de la serie Teachers Cecilia Cannon como "una guerrera de la justicia social hippie [...] siempre presionando su agenda izquierdista sobre sus estudiantes."
Durante la promoción de The Green Inferno, el director de la cinta Eli Roth uso el término SJW en una entrevista con el Los Angeles Times para referirse al activismo moderno que le dio la idea para hacer la película.